# Ptochophyle dubiefi
Ptochophyle dubiefi är en fjärilsart som beskrevs av Pierre E.L. Viette 1978. Ptochophyle dubiefi ingår i släktet Ptochophyle och familjen mätare. Inga underarter finns listade.